# 조철산
조철산(趙哲山, ? ~ 1456년)은 조선 초기에 활동한 문신이다. 자는 진경(鎭卿), 호는 귀천(龜川), 본관은 옥천(玉川)이다. 조숭문의 아들로서 세조 1년인 455년 단종의 복위운동을 벌였으나 밀고를 당해 먼 땅으로 유배되어 아버지와 함께 처형되었다. 단종의 묘정에 배향되었다.

## 같이 보기
- 평양 조씨 석실공 조철산 묘역